# Вашингтон, Нед
Эдвард Майкл Вашингтон (англ. Ned Washington; 15 августа 1901[…], Скрантон, Пенсильвания — 20 декабря 1976[…], Беверли-Хиллз, Калифорния), больше известный как Нед Вашингтон (англ. Ned Washington), — американский поэт-песенник.
В разное время он сотрудничал с такими именитыми композиторами эпохи как Хоги Кармайкл, Виктор Янг, Макс Стайнер и Дмитрий Тёмкин. Среди прочих, он написал такие популярные песни как «Stella by Starlight», «Singin’ in the Bathtub», «My Impression of You», «Makin’ Faces at the Man in the Moon», «Can’t We Talk it Over?», «Waltzing in a Dream», «Someone Stole Gabriel’s Horn», «Shadows on the Window», «Got the South in My Soul», «Love Me Tonight», «I’m Getting Sentimental Over You», «I Don’t Stand a Ghost of a Chance With You», «I’ll Be Faithful», «Give Me a Heart to Sing To», «The Nearness of You», «Someday I’ll Meet You Again», «Hear No Evil-See No Evil», «High Noon», «Circus World» and «Song Without End».
Вашингтон двенадцать раз номинировался на премию «Оскар» с 1940 по 1962 год. Он дважды получал статуэтку за лучшую оригинальную песню: в 1940 году за «When You Wish Upon a Star» из «Пиноккио» и в 1952 году за «The Ballad of High Noon» из «Ровно в полдень». В 1972 году включён в Зал славы авторов песен.